# Ambassade du Soudan en France
L'ambassade du Soudan en France est la représentation diplomatique de la république du Soudan auprès de la République française. Elle est située au 11 rue Alfred-Dehodencq, dans le 16e arrondissement de Paris, la capitale du pays. Son ambassadeur est, depuis 2022, Khalid Mohammed Farah Elfahal.

## Ambassadeurs du Soudan en France
Les ambassadeurs du Soudan en France ont été successivement :
| Date de nomination | Date de nomination | Date de remise des lettres de créance | Date de remise des lettres de créance | Ambassadeur                           |
| ------------------ | ------------------ | ------------------------------------- | ------------------------------------- | ------------------------------------- |
| ?                  |                    | 17 janvier 1957                       | [ JORF 1 ]                            | Bashir El Bakri (premier ambassadeur) |
| ?                  |                    | 10 mars 1962                          | [ JORF 2 ]                            | Rahamtallah Abdallah                  |
| ?                  |                    | 9 octobre 1965                        | [ JORF 3 ]                            | Sayed Abdalla El Hassan               |
| ?                  |                    | 2 mars 1968                           | [ JORF 4 ]                            | Rahmtalla Abdallah                    |
| ?                  |                    | 23 avril 1970                         | [ JORF 5 ]                            | Salah El-Din Osman Hashim             |
| ?                  |                    | 21 novembre 1974                      | [ JORF 6 ]                            | Abu Bakr Osman Mohamed Salih          |
| ?                  |                    | 16 novembre 1978                      | [ JORF 7 ]                            | Bachir Bakri                          |
| ?                  |                    | 23 janvier 1987                       | [ JORF 8 ]                            | Awad El Karim Fadulalla               |
| ?                  |                    | 21 septembre 1988                     | [ JORF 9 ]                            | El Tayeb Ahmed Hummeida               |
| ?                  |                    | 29 juin 1990                          | [ JORF 10 ]                           | Awad Elkarim Fadlalla Ali             |
| ?                  |                    | 1er février 1993                      | [ JORF 11 ]                           | Nureldin Satti                        |
| ?                  |                    | 9 janvier 1997                        | [ JORF 12 ]                           | Dr Eltigani Salih Fidail              |
| ?                  |                    | 20 février 2002                       | [ JORF 13 ]                           | Abdelbasit Badawi Ali Elsanousi       |
| ?                  |                    | 17 novembre 2006                      | [ JORF 14 ]                           | Ahmed Hamid Elfaki Hamid              |
| ?                  |                    | 15 septembre 2008                     | [ JORF 15 ]                           | Souleyman Mohammed Mustafa            |
| ?                  |                    | 22 décembre 2011                      | [ JORF 16 ]                           | Khalid Mohammed Farah Elfahal         |
| ?                  |                    | 15 novembre 2013                      | [ JORF 17 ]                           | Nasreldin Ahmed Wali                  |
| ?                  |                    | 9 novembre 2016                       | [ JORF 18 ]                           | Daffa-Alla Elhag Ali Osman            |
| ?                  |                    | 22 juillet 2022                       | [ JORF 19 ]                           | Khalid Mohammed Farah Elfahal         |

## Consulats
Le Soudan ne possède pas d'autre consulat en France que la section consulaire de son ambassade à Paris.